# Ophiodromus pelagicus
Ophiodromus pelagicus är en ringmaskart som beskrevs av Rioja 1923. Ophiodromus pelagicus ingår i släktet Ophiodromus och familjen Hesionidae. Inga underarter finns listade i Catalogue of Life.